# État de Sangli
Sângli était un État princier des Indes, dirigé par des souverains qui portèrent le titre de "rao" puis de "radjah" que seul le dernier souverain régnant porta. Cette principauté subsista jusqu'en 1948 puis fut intégrer dans l'État du Maharashtra.

## Liste des souverains de Sângli

### Raos
- 1782-1851 : Chintaman Rao Ier (simple) (1776-1851)
- 1851-1901 : Dhundir Rao (1838-1901)
- 1901-1932 : Chintaman Rao II (en) (1890-1965)

### Raja
- 1932-1948 : Chintaman Rao II (en) (1890-1965)

### Rajas titulaire
- 1948-1965 : Chintaman Rao II (en) (1890-1965)
- Depuis 1965 : Vijaysinh Patwardhan (1890-1965)